# کاروانسرای آب بید
کاروانسرای آب بید مربوط به سدهٔ ۱۲ و ۱۳ ه‍.ق است و در راور، ۴۸ کیلومتری جنوب شهر واقع شده و این اثر در تاریخ ۲۵ اسفند ۱۳۷۹ با  شمارهٔ ثبت ۳۵۰۷ به‌عنوان یکی از آثار ملی ایران به ثبت رسیده‌است.